# René König
René König (* 5. Juli 1906 in Magdeburg; † 21. März 1992 in Köln) war ein deutscher Soziologe. Er gilt als einer der bekanntesten deutschen Vertreter seines Faches in den ersten Nachkriegsjahrzehnten. Seit 1949 war er Professor an der Universität zu Köln und entwickelte sich zum Haupt der Kölner Schule der Soziologie. Von 1955 bis 1985 gab er die Kölner Zeitschrift für Soziologie und Sozialpsychologie heraus und von 1962 bis 1966 war er Präsident der International Sociological Association (ISA), die er 1949 mitgegründet hatte. Das von ihm herausgegebene Fischer-Taschenbuchlexikon zur Soziologie wurde mit einer Auflage von über 400.000 zum Bestseller, mit dem ebenfalls von ihm herausgegebenen 14-bändigen Handbuch der empirischen Sozialforschung trug er wesentlich zur Professionalisierung der bundesrepublikanischen Soziologie bei.

## Leben

### Kindheit und Jugend
René König wuchs zweisprachig und in zwei Kulturen auf, seine Mutter Marguerite (geb. Godefroy-Leboeuf) war Französin, väterlicherseits entstammte er einer deutschen Industriellenfamilie. Sein Großvater besaß eine Maschinenfabrik mit Eisengießerei in Halle, die auf den Bau von Zuckerfabriken spezialisiert war. Sein Vater war der Ingenieur Gustav König. Vor dem Ersten Weltkrieg wohnte er ebenso häufig in Paris wie in Magdeburg und besuchte in beiden Städten die Schule. Außerdem hielt sich die Familie, bedingt durch berufliche Aufgaben des Vaters, der die Montage von Zuckerfabriken überwachte, jeweils für längere Zeit in Italien und Spanien auf, wo König die Landessprachen erlernte. Somit war ihm, eigener Einschätzung zufolge, „kulturanthropologischer Relativismus“ eine „existenzielle Wirklichkeit“, in der er sich von morgens bis abends mühelos bewegte. Später kamen zu seinen Sprachkenntnissen neben lateinisch, griechisch und englisch noch türkisch, persisch und arabisch dazu. Ein weiterer zentraler Lebensaspekt war für König die Kunst, insbesondere Musik und Malerei. Nahezu seine gesamte Familie musizierte, er selbst nahm Klavierstunden. Im Familienkreis gab es zahlreiche Künstlerbekanntschaften, wodurch es König möglich wurde, sich selbstverständlich im Feld der Kunst zu bewegen und auch über Kunst zu forschen. Diese Inkorporierung sozialen Kapitals gepaart mit seinem Kosmopolitismus erzeugte dem König-Sohn Oliver zufolge einen „bohèmehaften Habitus“, der „später sowohl Mitarbeiter wie Studierende gleichermaßen“ faszinierte und verstörte.
Den Ersten Weltkrieg und die Jahre bis 1922 verbrachte König in Halle, wo der Vater als Direktor und technischer Leiter des Familienbetriebes tätig war. Ab 1915 besuchte er das dortige Gymnasium. war isoliert und an den Rand gedrängt und machte als „Französling“ Erfahrungen der täglichen Diskriminierung. Das weckte in ihm schon früh „eine wahre Leidenschaft, wo immer ich konnte, auf ihre Überwindung hinzuwirken.“ Halt gab ihm in dieser Zeit eine Gruppe des deutschen Wandervogels. 1922 folgte der Umzug nach Danzig, wo der Vater Angestellter des Völkerbundes wurde und am Umbau der vormaligen Kaiserwerft auf Friedensbetrieb mitwirkte. Auch dort machte König Diskriminierungserfahrungen und nahm, so seine eigenen Worte, „den Abscheu vor deutschem Nationalismus und Rassenwahn auf meinen Lebensweg mit.“ 1925 schloss König das Akademische Gymnasium Danzig mit dem Abitur ab.

### Studium und erste Publikationen

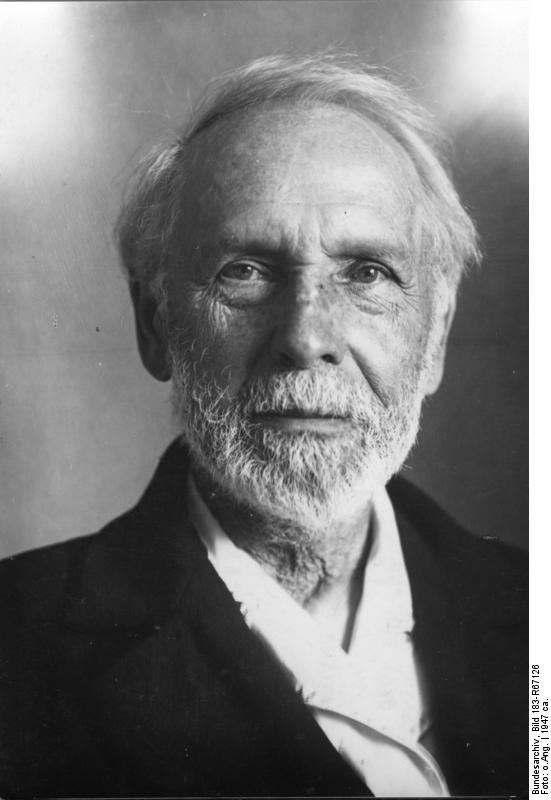
Alfred Vierkandt, der König zur Habilitation ermunterte, zu der es dann in Deutschland aber nicht kam

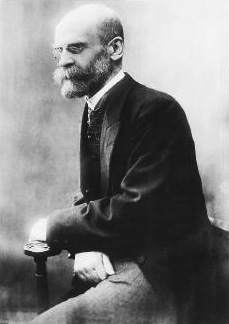
Émile Durkheim, Thema in Königs Züricher Habilitationsschrift

Im Jahr des Abiturs 1925 ging König an die Universität Wien, um Philosophie, Psychologie und
islamische Sprachen zu studieren. Hier hatte er Kontakt zu Charlotte Bühler und lernte auch Paul F. Lazarsfeld kennen. Schon nach einem Jahr, 1926, wechselte er nach Berlin, wo er, unterbrochen durch Aufenthalte in Paris und Sizilien, zehn Jahre verbrachte. An der Friedrich-Wilhelms-Universität studierte er Philosophie, Kunst- und Kulturwissenschaften, Romanistik und Ethnologie. Seine akademischen Lehrer waren unter anderen Max Dessoir, Eduard Spranger, Eduard Wechssler und Richard Thurnwald. 1930 promovierte er bei Dessoir mit der kultur- und kunstsoziologischen Arbeit Die naturalistische Ästhetik in Frankreich und ihre Auflösung. Ein Beitrag zur systemwissenschaftlichen Betrachtung der Künstlerästhetik. Darin untersucht König „gleichsam wissenssoziologisch“ die Beziehungen zwischen den Wissensgestaltungen, Denkformen, Weltanschauungen und Wirklichkeitssphären der Künstlerästhetik des 19. Jahrhunderts.
Eine zentrale Bedeutung für die wissenschaftliche Entwicklung Königs hatte Richard Thurnwald. Der bewog ihn zu einem Paris-Aufenthalt, um dort einen Aufsatz über Die neusten Strömungen in der gegenwärtigen französischen Soziologie zu schreiben, der dann 1931/1932 in Thurnwalds Zeitschrift Völkerpsychologie und Soziologie erschien. Bei seinen Recherchen kam König in Kontakt zur Durkheim-Schule, wobei sich ihm die enge Verbindung zur Ethnologie zeigte, die für die französische Soziologie typisch war. Im Winter 1932/1933 verfasste er auf einem kleinen südfranzösischen Gutshof, der seinen Eltern gehörte, das Manuskript Die ‚objektive‘ Soziologie Émile Durkheims, mit der er sich habilitieren wollte, wozu er von Alfred Vierkandt, Werner Sombart, Max Dessoir und Wolfgang Köhler aufgefordert worden war. Doch 1933 war eine Habilitation über den „reformerischen Sozialisten und Juden Émile Durkheim“ nicht mehr möglich, wie König von mehreren Seiten zu verstehen gegeben wurde.
Seit 1932 war König Lektor im Berliner „Verlag Die Runde“. Dort veröffentlichte er 1935 die Schrift Vom Wesen der deutschen Universität, mit der er sich 1936 bei Alfred Vierkandt zur Habilitation anmeldete. Zusätzlich schrieb er diverse Zeitungsartikel zum Thema (etwa im Berliner Tageblatt oder der Kölnischen Zeitung) und wandelte dabei, laut Stephan Moebius, „zeitweise auf den Pfaden von Heideggers Rektoratsrede und rückt in die Nähe der Machthaber“. Er plante, diese Artikel als Gesammelte kulturpolitische Aufsätze herauszugeben. Doch dazu kam es nicht, der Opportunismus fand keine Erwiderung, in den NS-Rezensionsorganen wurde König „reaktionärer Idealismus“ vorgeworfen. Das Universitätsbuch wurde verboten, an eine Habilitation in Berlin war nicht mehr zu denken.

### Emigrant in der Schweiz
Zur Karnevalszeit 1937 war König auf Einladung der Kölnischen Zeitung, für deren Kulturseiten er schrieb, von Berlin in die Domstadt gekommen. Von dort reiste er über Freiburg im Breisgau nach Zürich in die Emigration. In Zürich hatte er bereits bei früheren Durchreisen durch die Schweiz persönliche Dinge bei einer Pension deponiert. So hätte er notfalls Deutschland auch als einfacher Reisender ohne Koffer verlassen können.
In Zürich überarbeitete er das Durkheim-Manuskript von 1933 und wurde damit 1938 habilitiert. Er erhielt die Venia Legendi in Philosophie unter besonderer Berücksichtigung der Soziologie und lehrte an der Universität Zürich. 1944 erhielt er eine Stelle als Bibliotheksassistent am Juristischen Seminar. Seine finanzielle Situation war schwierig, weil er erst nach Kriegsende zum Honorarprofessor ernannt wurde und von dem leben musste, was ihm die Studierenden zahlten. Außerdem erzielte er Einnahmen aus Übersetzungen und Rezensionen. Zu Königs Zürcher Studenten zählten Jacob Taubes, Peter Atteslander und Peter Heintz. In seiner Zürcher Zeit verfasste er neben diversen Artikeln vier Bücher. Die 360 Beiträge zur Soziologie, die er für das Schweizer Lexikon geschrieben hatte, wurden später zum Grundstock des Fischer Lexikons.
Unmittelbar nach dem Krieg lernte er den amerikanischen Universitätskontrolloffizier im Office of Military Government for Germany, Edward Hartshorne, kennen, mit dem er Konzepte der Reeducation besprach. Von den Amerikanern gebeten, hielt er Gastvorlesungen in München, Köln und Marburg.

### Professor in Köln
1949 nahm König einen Ruf auf den Soziologie-Lehrstuhl an der Universität zu Köln an und wurde Nachfolger Leopold von Wieses. Seine Lehrveranstaltungen begannen mit dem Wintersemester 1949/50, mit Familie zog er aber erst 1953 nach Köln. Dazwischen lag eine Zeit der Unklarheiten. Von Wiese ließ nur schwer von seinen Ämtern los und plante die Kölner Zeitschrift für Soziologie und Sozialpsychologie in die Hände der Frankfurter Max Horkheimer und Theodor W. Adorno zu geben. Dadurch wurde die Beziehung zu König gestört, der bereit war, in Zürich zu bleiben bzw. auf einen Ruf nach Frankfurt hoffte. Erst als diese Optionen scheiterten, entschied sich König endgültig für Köln, einen Zweitwohnsitz nahm er im italienischen Genzano di Roma. Als er international bekannt geworden war und diverse Gastprofessuren in den USA wahrnahm, spielte König mehrfach mit dem Gedanken, die Bundesrepublik zu verlassen und in den USA zu bleiben, denn stets begleitete ihn das Gefühl, als „Heimkehrer“ aus der Emigration in Deutschland nicht willkommen zu sein. Dieses Gefühl wurde durch die restaurativen und anti-intellektuellen Tendenzen der frühen Bundesrepublik verstärkt. Der Grund, dennoch in Deutschland zu bleiben, sei der Wunsch gewesen, „die neue Generation im demokratischen Sinne zu erziehen“, so König.

### Akteur der internationalen Soziologie
Arvid Brodersen, ein ehemaliger Kollege aus dem Verlag „Die Runde“ und inzwischen Acting Head des Social Science Department bei der UNESCO, stellte die Kontakte her, die dazu führten, dass König 1949 Mitbegründer der International Sociological Association (ISA) wurde. Von 1962 bis 1966 amtierte er dann als ISA-Präsident. Gastprofessuren führten ihn an viele Universitäten in den USA sowie an Hochschulen in Europa, Afrika und im Rahmen der Aufbauhilfe an die Universität Kabul in Afghanistan. Nach seiner Emeritierung 1974 folgten noch einige Forschungsaufenthalte bei den Navajo-Indianern in Arizona.

## Leistungen
König beschäftigte sich intensiv mit der deutschen Nachkriegsgesellschaft und setzte sich nachhaltig für die empirische Sozialforschung in Deutschland ein. Dabei grenzte er sich von einer sozialphilosophisch geprägten dialektischen Soziologie ab, wie sie Theodor W. Adorno und die Frankfurter Schule betrieben. Er wandte sich angesichts seiner Erfahrung mit jugendbewegten Nazis an der Universität auch scharf gegen eine Überbetonung des Begriffs ‚Gemeinschaft‘. Diese Haltung Königs wurde im Schweizer Exil in den 1940er Jahren bestärkt. Königs Skepsis gegenüber einer sozialwissenschaftlichen Verwendung des Begriffs Gemeinschaft bewog ihn auch zu einer kritischen Deutung des Ansatzes von Ferdinand Tönnies. König stand zunehmend auch dem Soziologen Helmut Schelsky kritisch gegenüber. Ferner war er an der Debatte über die Soziologie im Nationalsozialismus beteiligt.
René König machte die französischen Klassiker der Soziologie (Émile Durkheim, Marcel Mauss, Maurice Halbwachs u. a.) in Deutschland wieder bekannt. Er veröffentlichte und edierte zudem viele Untersuchungen auf den Gebieten der Gemeinde-, Familien-, Kriminal-, Entwicklungs- und Industriesoziologie, namentlich aber auch Methodisches im Bereich der empirischen Sozialforschung.
René König war auch als pointiert liberal argumentierender Publizist, mehrsprachiger Essayist und als literarischer Übersetzer tätig, etwa des sizilianischen Romanciers Giovanni Verga, zu dessen 1880 erschienenem Roman Die Malavoglia er ein anregendes literar-soziologisches Nachwort zur kulturellen Bedeutung von Fremdheit, Marginalität, Auswanderung und Rückkehr (Re/Migration) veröffentlichte.
Sein populärstes, in der Bundesrepublik Deutschland seinerzeit bahnbrechendes Buch war das zuerst 1958 erschienene Fischer Lexikon Soziologie (erweiterte Neuausgabe Fischer, Frankfurt am Main 1967. [= Fischer Lexikon 10]). Es erreichte – so König in seiner erst 1980 erschienenen Autobiographie Leben im Widerspruch – eine Gesamtauflage von 410.000 verkauften Exemplaren (19. Auflage 1979).
Die René-König-Gesellschaft wurde 1993 in Köln gegründet. Sie gibt eine (Text-)Gesamtausgabe der Schriften René Königs heraus.

## Kölner Schule
In erster Linie auf Königs methodologischen Einfluss geht die sogenannte „Kölner Schule“ der Soziologie zurück (als deren Vertreter z. B. Erwin K. Scheuch, Hans-Joachim Hoffmann-Nowotny, Rolf Ziegler, Karl-Dieter Opp, Jürgen Friedrichs, Franz Urban Pappi, Erich Weede, Heinz Sahner oder Peter Kappelhoff gelten).

## Ehrungen
- 1959: Komtur des Verdienstordens der Italienischen Republik
- 1966: Beccaria-Medaille in Gold
- 1967: Giovanni-Verga-Preis
- Goldene Ehrenmünze des VDI
- 1970: Auswärtiges Mitglied der Königlich Niederländischen Akademie der Wissenschaften
- 1975: Orden für Erziehung der Republik Afghanistan
- 1980: Doctor of Humane Letters der University of Illinois
- 1981: Ehrendoktor der Universität Augsburg
- 1986: Großes Verdienstkreuz der Bundesrepublik Deutschland
- 1988: Prix Durkheim
- 1988: Arthur-Burkhardt-Preis

## Schriften (Auswahl)

### Monographien
- Die naturalistische Ästhetik in Frankreich und ihre Auflösung. Ein Beitrag zur systemwissenschaftlichn Betrachtung der Künstlerästhetik. Noske, Leipzig 1930, zugleich Dissertationsschrift, Friedrich-Wilhelms-Universität zu Berlin 1930.
- Vom Wesen der deutschen Universität. Die Runde, Berlin 1935.
- Niccolo Machiavelli. Zur Krisenanalyse einer Zeitenwende. Rentsch, Erlenbach-Zürich 1941.
- Sizilien. Ein Buch von Städten und Höhlen, von Fels und Lava und von der großen Freiheit des Vulkans. Büchergilde Gutenberg, Zürich 1943.
- Materialien zur Soziologie der Familie. Francke, Bern 1946; 2., überarbeitete Auflage. Kiepenheuer & Witsch, Köln 1974, ISBN 3-462-00987-7.
- Die Familie der Gegenwart. Ein interkultureller Vergleich. 3. Auflage. München 1978.
- Soziologie heute. Regio-Verlag. Zürich 1949.
- Grundformen der Gesellschaft. Die Gemeinde. (= rowohlts deutsche enzyklopädie. Band 79). Rowohlt, Hamburg 1958.
- Die Situation der emigrierten deutschen Soziologen in Europa. Westdeutscher Verlag, Opladen 1959.
- Kleider und Leute. Zur Soziologie der Mode. Fischer-Bücherei, Frankfurt am Main / Hamburg 1967.
- Macht und Reiz der Mode. Verständnisvolle Betrachtungen eines Soziologen. Econ-Verlag, Düsseldorf / Wien 1971, ISBN 3-430-15550-9.
- Indianer, wohin? Alternativen in Arizona. Skizzen zur Entwicklungssoziologie. Westdeutscher Verlag, Opladen 1973, ISBN 3-531-11200-7.
- Emile Durkheim zur Diskussion. Jenseits von Dogmatismus und Skepsis. Hanser, München / Wien 1978, ISBN 3-446-12513-2.
- Leben im Widerspruch. Versuch einer intellektuellen Autobiographie. Hanser, München / Wien 1980, ISBN 3-446-13157-4.
- Menschheit auf dem Laufsteg. Die Mode im Zivilisationsprozess. Hanser, München / Wien 1985, ISBN 3-446-14407-2.
- Soziologie in Deutschland. Begründer, Verfechter, Verächter. Hanser, München / Wien 1987, ISBN 3-446-14888-4.

### Herausgeberschaften
- mit Peter W. Schuppisser: Die Mode in der menschlichen Gesellschaft. Modebuch-Verlagsgesellschaft, Zürich 1958.
- Handbuch der empirischen Sozialforschung. Band 1, Enke, Stuttgart 1962.
- Handbuch der empirischen Sozialforschung. Band 2, Enke, Stuttgart 1967.
- Das Interview. Formen, Technik, Auswertung. 7. Auflage. Kiepenheuer & Witsch, Köln 1974.
- Das Fischer-Lexikon, Teil: 10: Soziologie. Umgearbeitete und erweiterte Neuausgabe. Fischer Bücherei, Frankfurt am Main 1980, ISBN 3-596-40010-4 (Ersterscheinung 1958).

### „René König Schriften“
27 Bände seit 1988, darunter:
- Kritik der historisch-existenzialistischen Soziologie. Ein Beitrag zur Begründung einer objektiven Soziologie. Habilitationsschrift (Universität Zürich, 1938) neu hrsg. von Hans-Joachim Hummel, Leske + Budrich, Opladen 1998, ISBN 3-663-10571-7.
- Zur Konstitution moderner Gesellschaften. Studien zur Frühgeschichte der Soziologie. Hrsg. von Heine von Alemann. Leske + Budrich, Opladen 2000, ISBN 3-8100-2202-0.
- Familiensoziologie. Aufsatzsammlung hrsg. von Rosemarie Nave-Herz, Leske + Budrich, Opladen 2002, ISBN 3-8100-3307-3.
- Materialien zur Kriminalsoziologie, hrsg. von Aldo Legnaro und Fritz Sack, VS, Verlag für Sozialwissenschaften, Wiesbaden 2005, ISBN 3-8100-3306-5.
- Strukturanalyse der Gegenwart. Aufsatzsammlung hrsg. von Michael Klein, VS, Verlag für Sozialwissenschaften, Wiesbaden 2006, ISBN 3-531-14783-8.
- Soziologische Studien zu Gruppe und Gemeinde. Aufsatzsammlung hrsg. von Kurt Hammerich, VS, Verlag für Sozialwissenschaften, Wiesbaden 2006, ISBN 3-531-14665-3.
- Schriften zur Kultur- und Sozialanthropologie. Aufsatzsammlung hrsg. von Dieter Fröhlich, VS, Verlag für Sozialwissenschaften, Wiesbaden 2008, ISBN 978-3-531-15023-9.
- Soziologie als Oppositionswissenschaft. Zur gesellschaftskritischen Rolle der Soziologie. Aufsatzsammlung hrsg. von Heine von Alemann, VS, Verlag für Sozialwissenschaften, Wiesbaden 2011, ISBN 978-3-531-15026-0.
- Schriften zur Grundlegung der Soziologie. Theoretische und methodische Perspektiven. Aufsatzsammlung hrsg. von Hans-Joachim Hummel, VS, Verlag für Sozialwissenschaften, Wiesbaden 2011, ISBN 978-3-531-15024-6.
- Aufgaben des Soziologen und die Perspektiven der Soziologie. Schriften zur Entwicklung der Soziologie nach 1945. Aufsatzsammlung hrsg. von Michael Klein, VS, Verlag für Sozialwissenschaften, Wiesbaden 2014, ISBN 978-3-531-15025-3.

### Originalton
- Ich bin Weltbürger. Originaltonaufnahmen 1954–1980 / René König, hrsg. v. Jürgen Elias, Eberhard Illner, Oliver König u. Klaus Sander, supposé, Köln 2006, ISBN 978-3-932513-71-8